# Pavel Telička

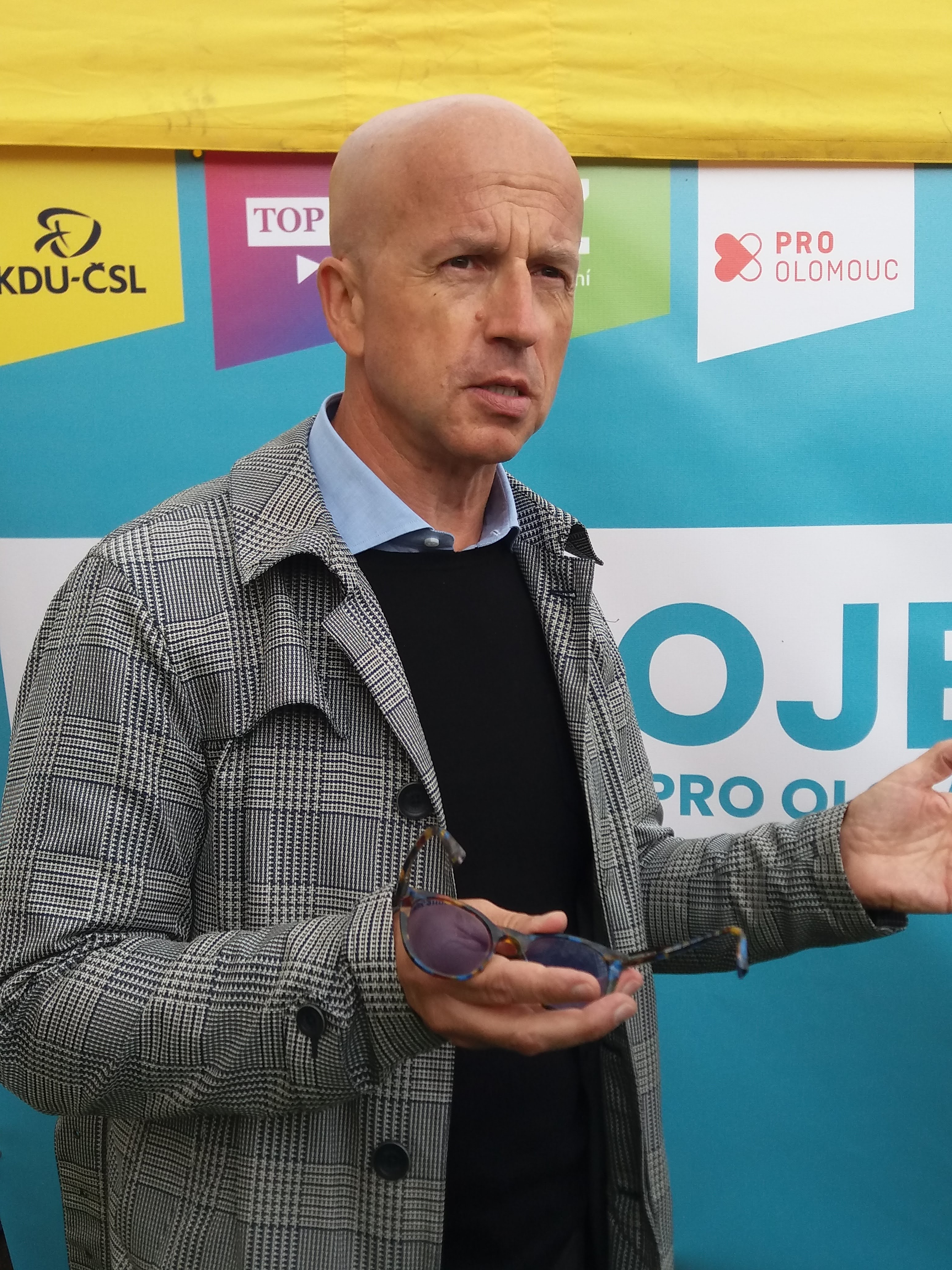
Pavel Telička

Pavel Telička (Washington, 21 augustus 1965) is een Tsjechisch politicus namens ANO 2011 en voormalig Eurocommissaris.
Telička studeerde rechten aan de Universiteit van Praag en maakte carrière als ambtenaar op het ministerie van buitenlandse zaken van Tsjecho-Slowakije en na de deling Tsjechië. In 1999 werd hij staatssecretaris voor Europese zaken en in 2002 de Tsjechische gelastigde bij de Europese Gemeenschap.
Na de uitbreiding van de Europese Unie kreeg ook Tsjechië een gast-Eurocommissaris in de commissie-Prodi en de regering wees in februari aanvankelijk Miloš Kužvart (minister van milieu) aan maar toen deze ongeschikt bleek, werd onder tijdsdruk Telička naar voren geschoven. Hij fungeerde van 1 mei tot 22 november 2004 als gastcommissaris naast David Byrne op de portefeuille "Gezondheid en consumentenbescherming".
Hierna werkte hij als lobbyist en sloot zich aan bij ANO 2011 waarvoor hij kandidaat was bij de Europese Parlementsverkiezingen 2014. Hij zat tot 2019 in het Europees Parlement en was namens ALDE tussen 2017 en 2019 een van de vicepresidenten van het Europees Parlement.
In 2009 werd Telička verkozen tot voorzitter van de Tsjechische rugbybond.
 Joaquín Almunia ·  Michel Barnier* ·  Jacques Barrot ·  Frits Bolkestein ·  Philippe Busquin* ·  David Byrne ·  Anna Diamandopoulou* ·  Stavros Dimas ·  Franz Fischler ·  Neil Kinnock ·  Pascal Lamy ·  Erkki Liikanen* ·  Louis Michel ·  Mario Monti ·  Poul Nielson ·  Loyola de Palacio ·  Christopher Patten ·  Romano Prodi ·  Viviane Reding ·  Olli Rehn ·  Michaele Schreyer ·  Pedro Solbes* ·  Günter Verheugen ·  António Vitorino ·  Margot Wallström 
  * afgetreden  
 
 Gastcommissarissen:  Péter Balázs ·  Joseph Borg ·  Ján Figel' ·  Dalia Grybauskaitė ·  Danuta Hübner ·  Siim Kallas ·  Sandra Kalniete ·  Markos Kyprianou ·  Janez Potočnik ·  Pavel Telička
- Gemeinsame Normdatei: 1146546785
- International Standard Name Identifier: 0000 0000 5568 720X
- Library of Congress Control Number: no2004010809
- Nationale Bibliotheek van Tsjechië: xx0009186
- Parlement.com: vgo02ttv3czm
- Système universitaire de documentation: 145782549
- Virtual International Authority File: 73558037
- WorldCat: E39PBJkpbf9kgJxCvP6rBfXyBP